# Парк Адама Мицкевича в Познани
Парк Адама Мицкевича в Познани — исторический городской парк в Познани, расположенный в Императорском районе, в центре города между улицами Фредро, Венявского, Святого Мартина и Аллеей Независимости.

## История
Проект парка был реализован немецким архитектором и градостроителем Йозефом Штюббеном в начале XX века. Построен на месте бывших укреплений в 1907—1910 гг. В центре парка находится большой пруд с высоким фонтаном. В северной части находится репрезентативная лестница, ведущая в сторону Большого театра. С южной стороны, парк плавно переходит в площадь Адама Мицкевича, на которoй установлены два памятника: жертвам Познанского июня 1956 года и Адаму Мицкевичу. На этом месте раньше стояли памятник Бисмарку (до 1919 года) и памятник Святому сердцу Иисуса (до 1939 года). Обе части парка (южная и северная) соединены между собой рядами платанов.

## Название
Поэт Адам Мицкевич в Великой Польше был очень популярен. Весть о его смерти, которая наступила 26 ноября 1855 года в Константинополе, очень быстро достигла Великой Польши и была принята местными жителями с глубоким сожалением. В связи с этим, в Познани был создан Комитет памяти поэта, во главе с Теофилом Матецким. Комитет принял решение поставить памятник Мицкевичу и назвать парк в его честь.

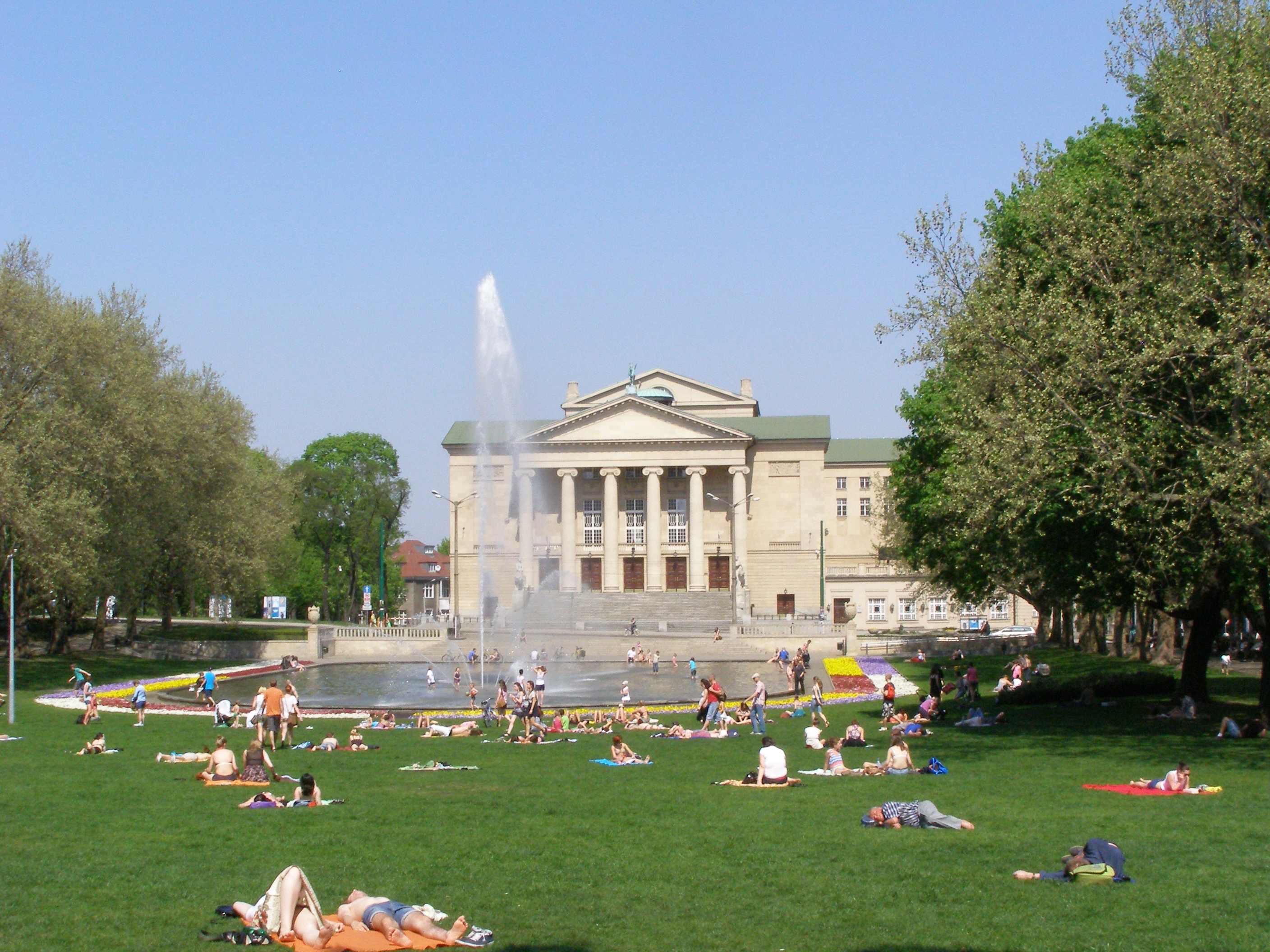
Парк Адама Мицкевича, вид на Большой театр
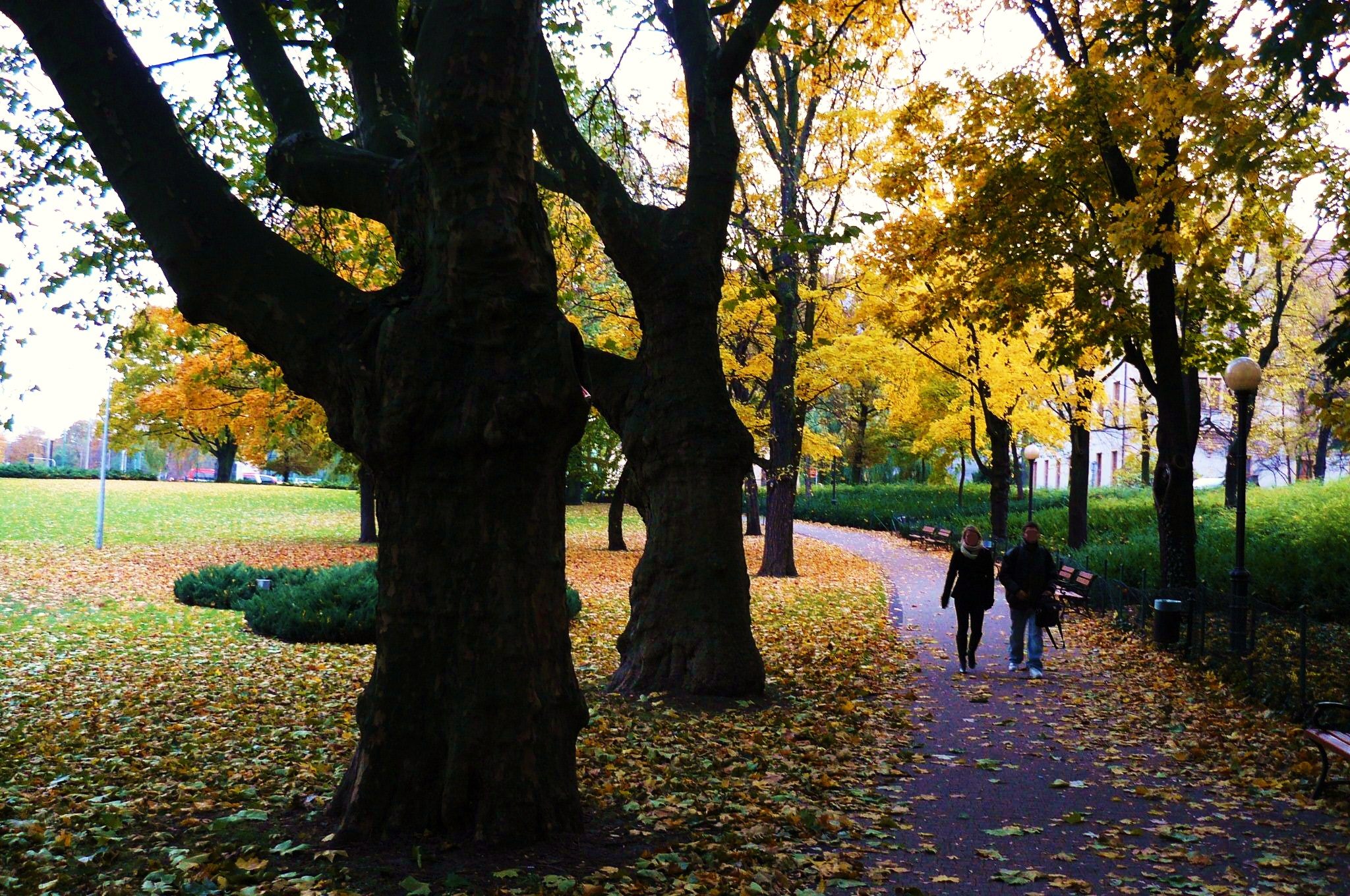
Аллея платанов
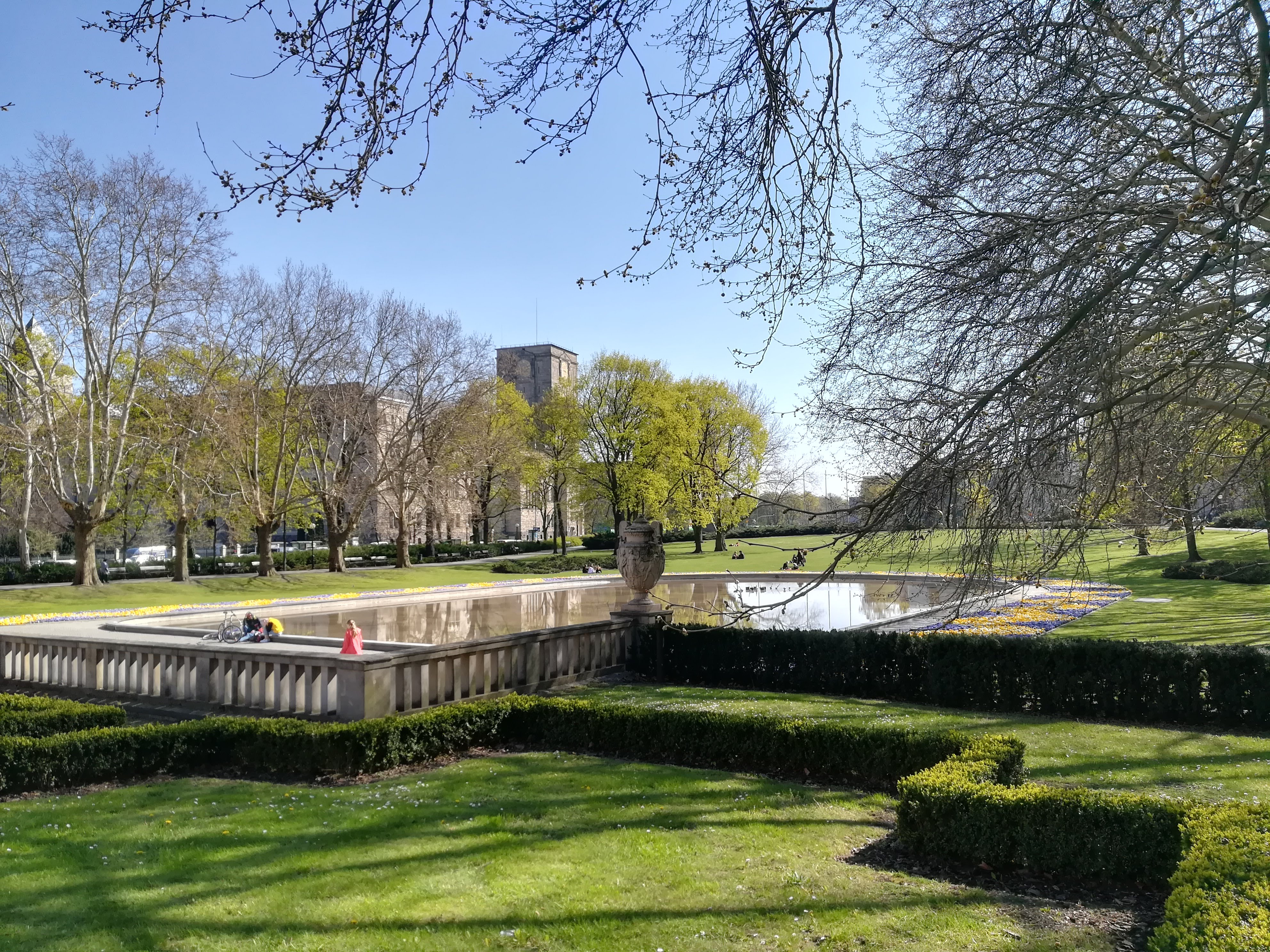